# Woodward (Pennsilvània)
Woodward és una concentració de població designada pel cens dels Estats Units a l'estat de Pennsilvània. Segons el cens del 2000 tenia 126 habitants.

## Demografia
Segons el cens del 2000, Woodward tenia 126 habitants, 61 habitatges, i 38 famílies. La densitat de població era de 54,1 habitants per km².
Dels 61 habitatges en un 24,6% hi vivien nens de menys de 18 anys, en un 52,5% hi vivien parelles casades, en un 4,9% dones solteres, i en un 37,7% no eren unitats familiars. En el 32,8% dels habitatges hi vivien persones soles el 21,3% de les quals corresponia a persones de 65 anys o més que vivien soles. El nombre mitjà de persones vivint en cada habitatge era de 2,07 i el nombre mitjà de persones que vivien en cada família era de 2,58.
Per edats la població es repartia de la següent manera: un 17,5% tenia menys de 18 anys, un 5,6% entre 18 i 24, un 27,8% entre 25 i 44, un 26,2% de 45 a 60 i un 23% 65 anys o més.
L'edat mediana era de 44 anys. Per cada 100 dones de 18 o més anys hi havia 92,6 homes.
La renda mediana per habitatge era de 26.250 $ i la renda mediana per família de 37.083 $. Els homes tenien una renda mediana de 28.333 $ mentre que les dones 24.375 $. La renda per capita de la població era de 15.089 $. Entorn del 9,8% de les famílies i el 15,8% de la població estaven per davall del llindar de pobresa.

## Poblacions més properes
El següent diagrama mostra les poblacions més properes.